# Christina Philipps
Christina Philipps (* 13. April 1947 in Hildesheim) ist eine deutsche Politikerin (CDU). Sie ist verheiratet und hat ein Kind. 
Zuerst machte sie eine Ausbildung zur Drogistin und wurde dann später Floristin. Seit 1965 ist sie mit einem eigenen Gärtnereibetrieb selbständig.
Philipps ist seit 1981 Mitglied der CDU und inzwischen Bezirks- und Kreisvorsitzende der CDU-Frauen-Union in Hildesheim. Dem Landtag Niedersachsen gehörte sie von 1998 bis 2008 an. Seit 2003 war sie dort als Schriftführerin tätig.

## Ehrungen
- 2009: Verdienstkreuz am Bande der Bundesrepublik Deutschland

| Personendaten    | Personendaten                   |
| ---------------- | ------------------------------- |
| NAME             | Philipps, Christina             |
| KURZBESCHREIBUNG | deutsche Politikerin (CDU), MdL |
| GEBURTSDATUM     | 13. April 1947                  |
| GEBURTSORT       | Hildesheim                      |